# Wenn wir uns begegnen
Wenn wir uns begegnen ist ein deutscher Weihnachts-Episodenfilm von Sigi Rothemund aus dem Jahr 2008. Die Hauptrollen spielen Uwe Kockisch und Muriel Baumeister.

## Handlung
In der Notaufnahme eines Kreiskrankenhauses haben Ärzte und Pfleger wie jedes Jahr, gerade an Heiligabend viel zu tun. Trotz ihrer eigenen Probleme stellen sie sich den Herausforderungen der ereignisreichen Nacht. So ist der kleine Tobias auf dem Weihnachtsmarkt zusammengebrochen und nun stellt sich heraus, dass der Junge an einem lebensbedrohlichen Hirntumor leidet und sofort operiert werden muss. Dabei spendet ihm die Rentnerin Lili Trost, die sich eigentlich nur in die Notaufnahme begeben hat, um an diesem Abend ihrer Einsamkeit zu entfliehen. Des Weiteren wird der Pfarrer Darius Horwath mit einem Armbruch eingeliefert und sogleich von Krankenschwester Farki betreut, die eigentlich schon lange heimlich in Horwath verliebt ist. Auch ein Selbstmordversuch von Karina Meisner muss verarztet werden, um den sich der Krankenhauspsychologe Dr. Holling zu kümmern hat.

## Hintergrund
Wenn wir uns begegnen wurde in Berlin von ARD Degeto Film gedreht und am 12. Dezember 2008 zum ersten Mal im deutschen Fernsehen ausgestrahlt.

## Kritik
Rainer Tittelbach von tittelbach.tv meinte: „‚Wenn wir uns begegnen‘ ist ein wunderbarer, telegener Pulswärmer, einer der besten Weihnachtsfernsehfilme der letzten Jahre. Eine Vielzahl von Geschichten und Schicksalen treffen am Heiligabend in einer Hamburger Klinik aufeinander. Kameramann Dragan Rogulj taucht die ‚Großereignisse‘ Entliebung, Suizidversuch, Gehirntumor in ein warmes Licht und verbindet sie mit den vermeintlich kleinen Momenten des Lebens: dem Gefühl der Einsamkeit und der fehlenden Erfüllung. Sentimentalität: natürlich! Wahrhaftigkeit: erst recht!“
Bei Kino.de wertete Tilmann P. Gangloff und sah in dem Film „eine Wärme, die natürlich mitunter an Kitsch grenzt, diese Grenze jedoch nie überschreitet. Sentimentalität aber darf sein, und davon gibt es reichlich, denn eigentlich sind die handelnden Figuren ausnahmslos unglücklich, auch wenn sie tapfer versuchen, dies zu verbergen.“ Weiter führte er aus: „Auf der anderen Seite sind die vielen Geschichten mit großer Zuneigung zu ihren Figuren erzählt, zumal alle am Ende ihren Platz im Leben finden. Ein richtig schöner, zu Herzen gehender Weihnachtsfilm.“